# Société immobilière et d’aménagement urbain
La Société immobilière et d’aménagement urbain (SImAU) une entreprise béninoise à caractère mixte, où l'initiative privée est conjuguée avec des éléments d'intérêt public.

## Histoire
La SImAU voit le jour le 19 mai 2017 grâce à une collaboration impliquant l'État béninois, des institutions bancaires et financières, des compagnies d'assurance, ainsi qu'un acteur majeur du secteur de la promotion immobilière. C'est une société anonyme avec conseil d’administration,.

## Missions et attributions
La SImAU est une grande entreprise spécialisée dans la construction, le bâtiment et l'immobilier. Elle est chargée de piloter les projets de grandes envergures au Bénin comme la construction des logements sociaux ou encore la construction du village de vacances CLUB MED à Avlékété-Ouidah. Elle procure une assistance à maîtrise d’ouvrage et maîtrise d’ouvrage déléguée, intervient dans la promotion immobilière,,,,,.